# Az Egyesült Nemzetek Szervezete Biztonsági Tanácsának 2401. számú határozata
Az Egyesült Nemzetek Szervezete Biztonsági Tanácsának 2401. határozata 2018. január 24-én egyhangúlag lett elfogadva. Ez Szíriában 30 napos teljes tűzszünetet szorgalmaz. A határozat szerint a tűzszünet nem vonatkozik az Iszlám Állam, az al-Káida és az al-Nuszra Front, a hozzájuk hasonlóan a Biztonsági Tanács által terrorista szervezetnek minősített szervezetek és az ő szövetségeseik ellen vívott harcokra.
Miközben a Kurd Népvédelmi Egységek elfogadta a 2401. határozatban előírtakat, és kötelezte magát az abban foglaltak betartására, a Sana hírügynökség szerint a Török Hadsereg folytatja támadásait Afrinban, és ezt a határozat elfogadása után sem függesztette fel.
Emmanuel Macron, Franciaország elnöke telefonon beszélt Recep Tayyip Erdogan török elnökkel, és eközben elmondta, hogy a szíriai tűzszünet Afrin Régióra is vonatkozik. Mikor a szóvivő megkérdezte, hogy Törökország megsértette-e a határozatot, Nauert nem adott konkrét választ. „A határozat egész Szíriára vonatkozik. Arra biztatom Törökországot, olvassa el a határozatot.” „Szerintem a határozat itt pontosan fogalmaz, mikor felsorolja, pontosan melyek azok a szervezetek, melyekre nem vonatkozik.” Bekir Bozdag török miniszterelnök-helyettes azzal vádolta az Egyesült Államokat, hogy kettős mércét alkalmaz.